# Wet van Wolff
De wet van Wolff is een theorie ontwikkeld door de Duitse anatoom en chirurg Julius Wolff (1836-1902).
Deze theorie stelt dat botten van gezonde mensen en dieren zich aanpassen aan de belasting waaraan ze worden blootgesteld. Bij zware belasting zullen de botten sterker worden, waardoor er een hogere botdichtheid optreedt. Bij lage belasting treedt het omgekeerde effect op.
Enkele voorbeelden van de theorie:
- Astronauten die een lange tijd in de ruimte verblijven, keren terug met verzwakte botten, doordat hun botten (als gevolg van de afwezigheid van de zwaartekracht) een lange tijd niet zijn belast.
- Bij tennissers is de arm waarmee ze hun racket vasthouden vaak sterker dan hun andere arm.

## Noot
1. ↑  (en) Anahad O'Connor, "The Claim: After Being Broken, Bones Can Become Even Stronger", The New York Times, 18 oktober 2010. Geraadpleegd op 19 oktober 2010.